# William Bunting Snowball
Pour les articles homonymes, voir Bunting.
William Bunting Snowball (1865-1925) est un marchand et un homme politique canadien du Nouveau-Brunswick.

## Biographie
William Bunting Snowball naît le 12 janvier 1865 à Chatham, au Nouveau-Brunswick. 
Il est élu maire de Chatham de 1901 à 1903 et de 1917 à 1919. Parallèlement, et à l'instar de son père, Jabez Bunting Snowball, il brigue le siège de député fédéral de la circonscription de Northumberland et remporte une élection partielle le 7 octobre 1924, à la suite du décès de John Morrissy.
William Bunting Snowball meurt le 27 septembre 1925. 